# ジオタギング
ジオタギング (英語: Geotagging, GeoTagging)とは
ジオタグ写真、ビデオ、ウェブサイト、SMSメッセージ、QRコード、RSSフィードといった数種類のメディアに地理識別メタデータを追加するプロセスであり、地理空間メタデータの形式でもある。このデータは通常、緯度経度座標で構成されているが、高度やベアリング、距離、精度データ、場所名を追加することができる。

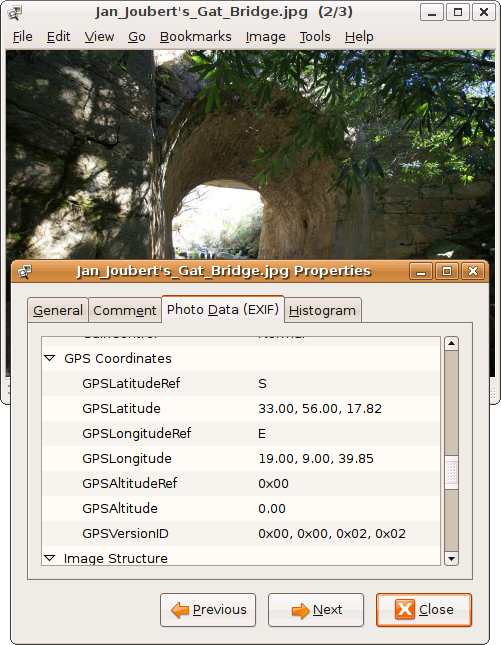
gThumbでJPEG写真のジオタグ情報を表示

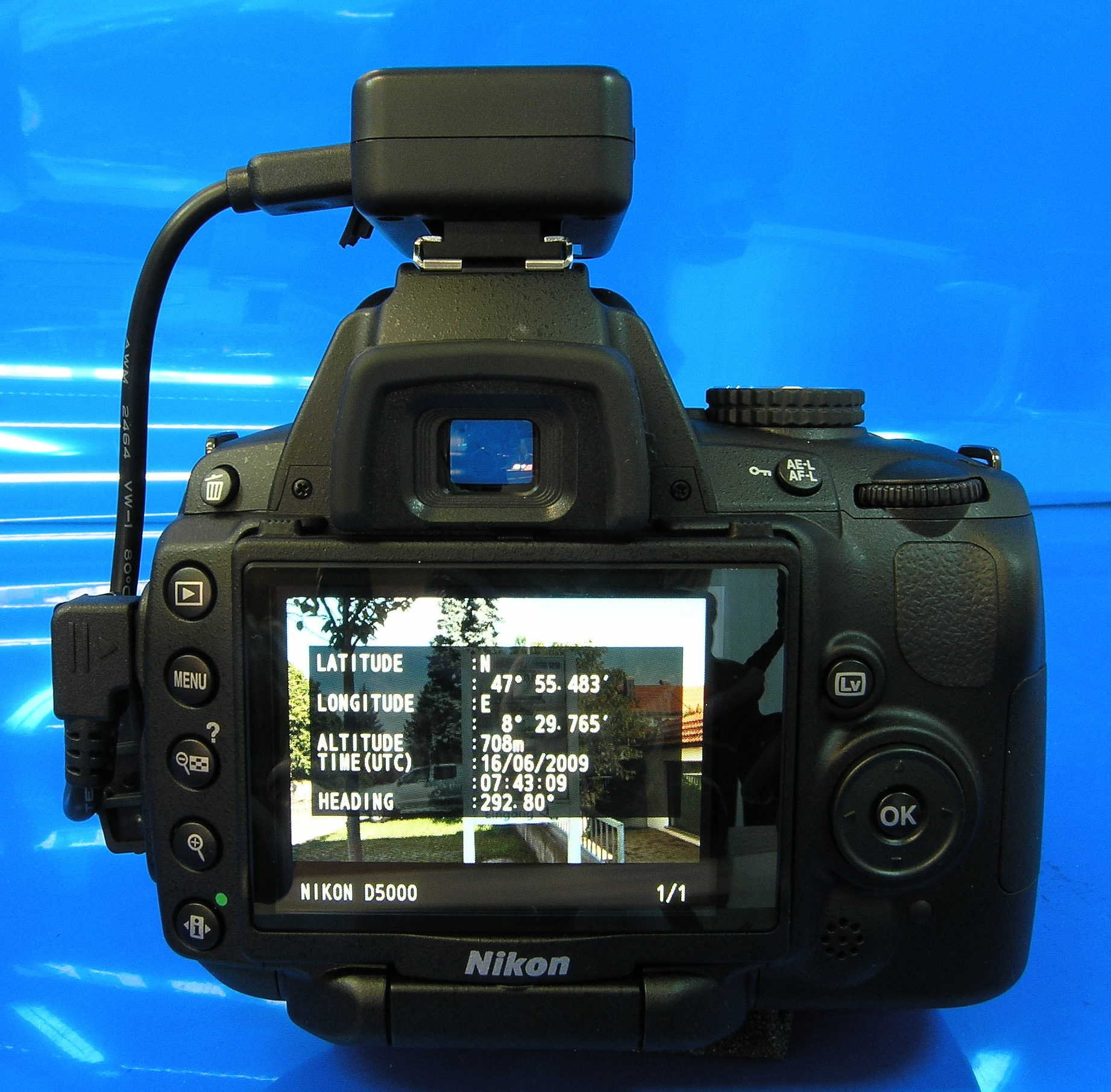
ニコンD5000 DSLRのジオタグ機能「Solmeta N2」

ユーザーが端末からの多種多様な地点特定情報を探すのに役立っている。例えば、適切な画像検索エンジンで緯度経度座標を入力することで座標が示す場所周辺で撮影された画像を探すことができる。またジオタギングが適用された情報サービスは潜在的に場所に基づくニュース、ウェブサイト、その他リソースを探すのに使用できるようになっている。ジオタギングはユーザーが指定した画像やその他メディアや視点にあるコンテンツの場所を伝えることができるが、逆にメディアプラットフォームは指定した場所に関連したメディアを示すこともできる。
関連用語であるジオコーディングは通りの住所といった非座標ベースの地理識別を取得するプロセスを指していて、関連する地理座標系（もしくは逆ジオコーディングの逆）の探索でもある。このような手段は別の検索手段を提供するためにジオタギングと共に使用される。

## ジオタギングの手法
ジオタギングで使われる地理的地点データはほとんどの場合、赤道に沿って西経180度から東経180度まで本初子午線に沿って北緯90度から南緯90度まで示される地球の各位置を示すグローバル・ポジショニング・システムや緯度/経度座標系が示される。

### ジオタグ写真
ジオタグ写真には2つのメインオプションがあり、撮影した瞬間に地理座標が記録したり、撮影後、地図に写真を「添付」することができる。
写真を撮影した瞬間に地理座標データを記録するために、ユーザーはGPS/GNSS内蔵カメラか、デジタルカメラに加えてスタンドアロンのGPS/GNSSデバイスが必要である。これはアメリカ合衆国のワイヤレスサービスプロバイダが911コールでより正確な位置情報が提供されるように要望したことで携帯電話にGPSチップが搭載されるようになった事情がある。ほとんどのスマートフォンには既にカメラやGPS/GNSSチップが搭載されていておりジオタグ写真が自動的に撮影することができる。その他、カメラにGPS/GNSSチップが搭載されていても写真に地理座標を組み込むのに必要な内蔵ソフトウェアが無い場合もある。さらに内蔵もしくは外付けのGPS/GNSSが装備され自動ジオタギングが可能なデジタルカメラもある。端末はGPSと補助GPS（A-GPS）の両方を使用している（GPS以外のGNSSでは対応する補助システム）。A-GPSは携帯電話基地局の電波到達範囲内ならより速く取得できる上、建築物内でも取得できる場合がある。従来のGPS/GNSSは、携帯電話基地局は不要である。いずれの場合でも郊外では標準GPS信号を使用するが、バッテリー消費量が増える。ほとんどのデジタルカメラは位置情報を画像のexifヘッダに書き込むためにスタンドアロンGPS/GNSSを併用し、フォトマッピングソフトウェアで処理している。

### GPSフォーマット（地理座標）
地理座標は十進数の増減など多くの方法でテキスト表示ができる:
| テンプレート                     | 説明                                                                                   | 表示例                       |
| -------------------------------- | -------------------------------------------------------------------------------------- | ---------------------------- |
| [-]d.d, [-]d.d                   | 西経と南緯を負数のある十進数度で表記                                                   | 12.3456, -98.7654            |
| d° m.m′ {N\|S}, d° m.m′ {E\|W}   | 度と分を十進数で表記し北緯、南緯、東経、西経をそれぞれN、S、E、Wと略して後ろに追記     | 12° 20.736′ N, 98° 45.924′ W |
| {N\|S} d° m.m′ {E\|W} d° m.m′    | 度と分を十進数で表記し北緯、南緯、東経、西経をそれぞれN、S、E、Wと略して前に追記       | N 12° 20.736′, W 98° 45.924′ |
| d° m' s" {N\|S}, d° m' s" {E\|W} | 度と分と秒を十進数で表記し北緯、南緯、東経、西経をそれぞれN、S、E、Wと略して後ろに追記 | 12° 20' 44" N, 98° 45' 55" W |
| {N\|S} d° m' s", {E\|W} d° m' s" | 度と分と秒を十進数で表記し北緯、南緯、東経、西経をそれぞれN、S、E、Wと略して前に追記   | N 12° 20' 44", W 98° 45' 55" |

## 電子ファイルフォーマットにおけるジオタギング標準

### JPEG写真
JPEGファイルフォーマットで保存された写真にあるジオタグ情報は基本的にメタデータ（Exchangeable image file format (Exif)かExtensible Metadata Platform (XMP)フォーマット）に組み込まれている。これらのデータは写真に表示されないが、特別なプログラムやほとんどのデジタルカメラや現代的なスキャナで読み書きできる。緯度や経度は度の十進数表記で保存されている。このジオタグ情報を読み込めるプログラムはクロスプラットフォームのオープンソースであるExifToolなど数多い。
以下写真を読み出したときの例である:
```
GPS Latitude                    : 57 deg 38' 56.83" N

GPS Longitude                   : 10 deg 24' 26.79" E

GPS Position                    : 57 deg 38' 56.83" N, 10 deg 24' 26.79" E
```

同じ座標で十進数の度表記も可能:
```
GPS Latitude                    : 57.64911

GPS Longitude                   : 10.40744

GPS Position                    : 57.64911 10.40744
```

Exifに保存された時、座標はGPS sub-IFDの一連の有理数で表されている。これはExifメタデータ（ビッグエンディアンバイト順）の関連節を16進ダンプで表記したものである。
```
+ [GPS directory with 5 entries]

| 0)  GPSVersionID = 2 2 0 0

|     - Tag 0x0000 (4 bytes, int8u[4]):

|         dump: 02 02 00 00

| 1)  GPSLatitudeRef = N

|     - Tag 0x0001 (2 bytes, string[2]):

|         dump: 4e 00  [ASCII "N\0"]

| 2)  GPSLatitude = 57 38 56.83 (57/1 38/1 5683/100)

|     - Tag 0x0002 (24 bytes, rational64u[3]):

|         dump: 00 00 00 39 00 00 00 01 00 00 00 26 00 00 00 01

|         dump: 00 00 16 33 00 00 00 64

| 3)  GPSLongitudeRef = W

|     - Tag 0x0003 (2 bytes, string[2]):

|         dump: 57 00  [ASCII "W\0"]

| 4)  GPSLongitude = 10 24 26.79 (10/1 24/1 2679/100)

|     - Tag 0x0004 (24 bytes, rational64u[3]):

|         dump: 00 00 00 0a 00 00 00 01 00 00 00 18 00 00 00 01

|         dump: 00 00 0a 77 00 00 00 64
```

### 音声・映像ファイル
音声・映像ファイルもメタデータ、オーディオエンコード、オーバーレイを介するかコンパニオンファイルを使ってジオタグ付けができる。メタデータは後日解析のためのデコードのためにエンコードされたファイルにおいて地理空間データを記録している。オーディオエンコードはモデムのスクォークといったオーディオデータに地理座標の変換プロセスを伴う。オーバーレイでは記録されたビデオ上で地理座標をテキストとしてオーバーレイしている。コンパニオンファイルはそれぞれの音声・映像ファイルに対応する別データファイルであり、基本的に.KML、.GPXデータフォーマットがそれにあたる。音声・映像ファイルがVorbis commentメタデータフォーマット（Opus、Ogg Vorbis、FLAC、Speex、Ogg Theoraを含む）を使用する時、提案されているGEO_LOCATIONフィールドを使用することができる。全てのVorbisコメントのようにプレーンテキストで以下の形式になる:
GEO_LOCATION=(十進数の緯度);(十進数の経度);([任意入力]標高のメートル単位)
表示例:
GEO_LOCATION=35.1592;-98.4422;410

### SMSメッセージ
次の例のようにGeoSMS標準はSMSに'geo' URIを複数組み込む。:
私はパブに居ます geo:-37.801631,144.980294;u=16

### DNSエントリー
RFC 1876はDomain Name Systemにおける位置情報を表示手段を定義している。LOCレコードは地点の緯度、経度、高度、精度、資源に付けるエンティティの物理的サイズを指定することができる。しかし、実際全ての資源に記録があるわけではなく、IPアドレスの物理的位置を検索するためのジオロケーションサービスに使用されるのが一般的である。

### HTMLページ

#### ICBM手段
GeoURL標準はICBMタグ手段を必要としており、HTML形式のジオタグ標準ウェブページに使用される。:
```
<
meta
 
name
=
"ICBM"
 
content
=
"50.167958, -97.133185"
>

```

同じジオタグ形式は場所名や地域タグを追加することができる:
```
<
meta
 
name
=
"geo.position"
 
content
=
"50.167958;-97.133185"
>

<
meta
 
name
=
"geo.placename"
 
content
=
"カナダ・マニトバ州ロックウッド郡"
>

<
meta
 
name
=
"geo.region"
 
content
=
"ca-mb"
>

```

#### RDFフィード
RDF手段はW3グループで定義され、RDFタグで情報が提供されている:
```
<
rdf:RDF
 
xmlns:rdf
=
"http://www.w3.org/1999/02/22-rdf-syntax-ns#"

        
xmlns:geo
=
"http://www.w3.org/2003/01/geo/wgs84_pos#"
>

  
<
geo:Point
>

    
<
geo:lat
>
55.701
</
geo:lat
>

    
<
geo:long
>
12.552
</
geo:long
>

  
</
geo:Point
>

</
rdf:RDF
>

```

#### マイクロフォーマット
GeoマイクロフォーマットはHTMLページに座標をマークアップすることでソフトウェアツールが見つけ出すことができる。例として:
```
<
span
 
class
=
"geo"
>

  
<
span
 
class
=
"latitude"
>
50.167958
</
span
>
; 
  
<
span
 
class
=
"longitude"
>
-97.133185
</
span
>

</
span
>

```

と書くと次のように表示される:

50.167958; -97.133185

(本物のGeoマイクロフォーマットをこのページに表示している)
月や火星にも対応出来るようにGeoの拡張が提案されている。
例として、写真共有サイトのFlickrでは上記の形式全てに対応する形でジオタグ写真の地理的データを提供している

### タグベースのシステムにおけるジオタギング
産業的標準が無い場合でも、情報リソースに地理的識別メタデータを追加できる方法が複数ある。一つの例としてGeobloggersというウェブサイトが立ち上げ多くの人やPanoramioやFlickrといった写真共有サイト、ソーシャルブックマークサイトであるdel.icio.us、写真のジオタグ編集に特化したgeoimgr.comといった多くのサイトが利用していて、場所検索を通して見つかるコンテンツになっている。このようなサイトはユーザーが「マシンタグ」（folksonomy参照）と呼ばれるもののセットを通して情報リソースにメタデータを追加できるようになっている。
```
geotagged

geo:lat=57.64911

geo:lon=10.40744
```

これは特定の場所の地理座標系を表記していて、緯度をgeo:lat、経度をgeo:lonで表している。これらはWGS84測地系に基づく十進数表記の度で、GPS/GNSSでは標準的な測地系として採用されている。
3つのタグの使用はタグが単一の'words'のみになる制約の中で動作していて、Flickrやdel.icio.usのようなサイトにおけるジオタグされた情報リソースの識別はタグが'geo:lat='と'geo:lon='で始まってから'geotagged'タグの検索によって行われるため、非常に可変的になるのは必然である。
Geohashを使った別のオプションも有る:
```
geo:hash=u4pruydqqvj
```

FlickrFlyが提案している慣習で、タグを追加することで、ジオタグされた場所をGoogle Earthで見る際に視野角と範囲を指定できる:
```
ge:head=225.00

ge:tilt=45.00

ge:range=560.00
```

これらの3つのタグはカメラが225度（南西）の方向、45度の視野角、被写体から560メートルに位置していることを示している。
上記の方法を使用された場合、それらの座標は写真の内部Exifデータが指定したのとは異なってしまう可能性があるが、補正もしくはカメラと被写体の位置の違いに起因するためである。
ソーシャルメディアでジオタグを統合したりテキストを読みやすくしたり口述使用のために強化するために、'meetag'やタグトゥーミートの概念が提案されている。ハッシュタグの構造とは異なり、meetagにはアンダースコア("_")の後に付く測位情報が含まれるため、アンダースコアに続く言葉やスペースの無いフレーズになる。マイクロブログやソーシャルネットワークサイトのメッセージでは文章に出た場合(例 "There is a concert going _montreuxjazzfestival", "the world wide web was invented _cern _geneve", ...)もしくは追加する形で言葉の前に"_"が付く。

### ジオブロギング
ジオブロギングでは「geotags」を通じてブログのエントリーに、指定した地理的地点情報を追加する。ジオタグ技術を使ってタグ付けされたブログや画像の一覧検索でユーザーはインタラクティブな地図で特定の関心ごとの分野を選択することができる。
GPS/GNSS技術の発達、様々なオンラインアプリケーションの開発によってタグ付けされたブログの人気が高まっていて、GPS/GNSS内蔵携帯電話とGSMローカライゼーションの組み合わせによってモバイルブロギングをけん引し、ブログポストの場所がユーザーによって正確にタグ付けされている。リアルタイムジオタギングはジオタグされた写真や動画といったメディアを直ちに公開され共有するために自動中継する。
ブログのテキストに落としこむジオタグのより良い統合や読みやすさのためにアンダースコアの後ろにつく言葉、文章、正確なジオローカライゼーション座標をmeetagに変換するためのmeetagの文法が提案されている。それのみならず、正確な位置を表記するだけでなく、動的にジオロケーションを変えるアカウントを取り込むことができる。

### ウィキペディア記事の地理検索アプリケーション
記事をジオタグを使った検索を行う最初の試みの1つが2008年に始まったがその後終了しているWikinear.comで現在位置に地理的に最も近いウィキペディアの記事を表示していた。
2009年に出たCyclopediaというアプリケーションでは現在位置から数マイル以内にあるジオタグされたウィキペディアの記事を比較的良く見せていて、ストリートビューモードや360度モードもある。
同年に出たRespotter Wikiではメッセージングやレビューを通して地図を経由したウィキペディア検索機能があり、ユーザーが周辺の人々と交流することができるとされているが、実際に行えるのはタグ付けされた写真をやりとりするだけだとされる。

## ジオタギングの危険性
科学的調査や複数のデモンストレーションウェブサイトによって、ジオタギングのプライバシーへの議論が世間の注目を集めている。多くのユーザーが、スマートフォンで撮影された写真にジオタグが自動的に組み込まれることに気付かないまま、写真をインターネット上で公開しており、有名人も例外ではない。調査によると、Craigslistにある多くの売却広告では匿名であってもジオタグが付いていることで、高額商品売却者の位置が露見してしまううえ、出品者の不在時間が特定されるおそれがある。インターネット上に公開された正確な地理的位置をタグ付けした写真やその他メディアは、不特定の人々が個人の位置を追跡し、他の情報と関連付ける作業を容易にしている。また、貴重な動植物を撮影した際の位置情報は、密猟者による乱獲を招くおそれがある。こうした危険性を避けるためには、写真をネット公開する前にメタデータ除去ツールを使ってジオタグを除去する必要がある 。
ジオタグの危険性は軍事面でも指摘されている。2007年に4機のアメリカ陸軍アパッチヘリコプターがイラクで武装勢力の迫撃砲に撃破されたが、武装勢力はヘリコプター搭乗兵士が撮影しネット公開されたヘリコプターが写ったジオタグ写真に組み込まれた座標を使用していた。